# Háborús hősök emléknapja (Dél-Korea)
A háborús hősök emléknapja (hangul: 현충일) nemzeti ünnep Dél-Koreában. A tradíció régi, 1014-ben, a Korjo-dinasztia korában rendelték el, hogy a háborús halottak hamvait vissza kell vinni a családoknak, hogy rendesen meggyászolhassák őket.
Június hatodikát 1956-ban kiáltották ki emléknapnak, ez egybeesik a mangdzsonggal (망종), ami a kilencedik a holdnaptár alapján 24 szakaszra osztott időszakok közül és az árpa betakarításának szezonja.
Eredetileg csak katonákra és rendőrökre emlékeztek, 1991 óta azonban mindenkire, aki életét áldozta a Koreai Köztársaságért. A zászlót ilyenkor félárbócra eresztik.